# 森莫諾隆
森莫諾隆是柬埔寨蒙多基里省的省會及唯一的大型城鎮。2009年居民數達到7,500人。
森莫諾隆居住著土著的Pnong人。
因為發展太快和土地投機，森莫諾隆的土地價格迅速上漲。
Sroh-Plom山是一座位於森莫諾隆附近的乳房形山，Phong人認為這座山是神聖的并每年在此舉辦節日。
市郊有正在兴建的森莫诺隆机场。